# Марія Якоба Баденська
Марія Якоба Баденська (нім. Maria Jakobäa von Baden, 25 червня 1507 — 16 листопада 1580) — німецька аристократка XVI століття, донька маркграфа Бадену Філіпа I та пфальцграфині Зіммернської Єлизавети, дружина герцога Баварії Вільгельма IV.

## Біографія
Народилась 25 червня 1507 року у Баден-Бадені. Стала первістком та єдиною вижившею дитиною в родині Філіпа Баденського та його дружини Єлизавети Пфальцької, з'явившись за чотири роки після їхнього весілля. П'ятеро молодших дітей померли немовлятами. Правителем Баден в цей час був її дід з батьківського боку, Крістоф I. Пфальцом керував її дід з материнської лінії, Філіп.

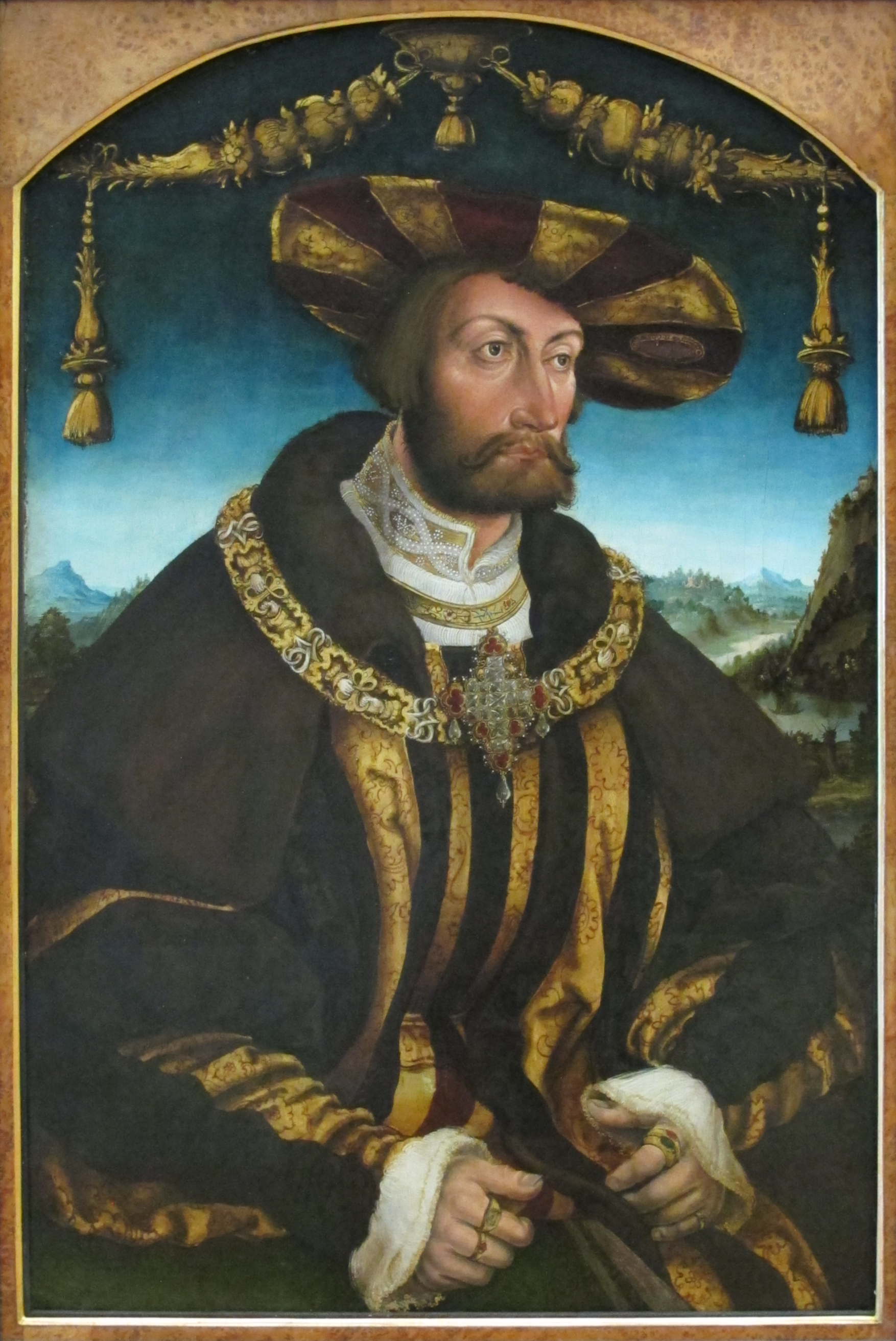
Портрет Вільгельма IV пезля Ганса Вертінгера, 1526, Стара пінакотека

Матір померла, коли дівчині було 15 років. За кілька місяців Марію Якобу видали заміж за 28-річного герцога Баварії Вільгельма IV. Весілля пройшло 3 жовтня 1522 у Мюнхені. Про цю подію свідчить арка 1523 року у дворі замку Бургхаузен, прикрашена гербами Баварії та Бадену. Шлюб виявився щасливим. У подружжя народилося четверо дітей:
Мешкало сімейство у Мюнхенському палаці, який герцог зробив своєю новою резиденцією замість Старого Двору, а літом в палаці Дахау.
Вільгельм помер у березні 1550 року. Марія Якоба пережила чоловіка та всіх своїх дітей і пішла з життя за часів правління свого онука Вільгельма V, маючи вже десятьох правнуків. Одним із них був Максиміліан I Баварський, який перетворив у 1623 році Баварію на курфюрство, отримавши відповідний титул від імператора Фердинанда II.
Похована у Катедральному соборі Мюнхена поруч із чоловіком.

## Родина
Чоловік —  Вільгельм IV, герцог Баварський
Діти:
- Теодор (1526—1534) — прожив 8 років;
- Альбрехт (1528—1579) — герцог Баварії у 1550—1579 роках, був одруженим з ерцгерцогинею Анною Австрійською, мав семеро дітей;
- Вільгельм (1529—1530) — прожив півтора роки;
- Матильда (1532—1565) — дружина маркграфа Баден-Бадену Філіберта, мала четверо дітей.